# Região Geográfica Imediata de Botucatu
A Região Geográfica Imediata de Botucatu é uma das 53 regiões imediatas do estado brasileiro de São Paulo, uma das quatro regiões imediatas que compõem a Região Geográfica Intermediária de Bauru e uma das 509 regiões imediatas no Brasil, criadas pelo IBGE em 2017.
É composta por 9 municípios, tendo uma população estimada pelo IBGE para 1.º de julho de 2017, de 261 246 habitantes e uma área total de 5 440,312 km².

## Municípios
Fonte: IBGE – Cidades
| Município  | População Estimada (2017) | Área (km²) |
| ---------- | ------------------------- | ---------- |
| Anhembi    | 6 484                     | 736.557    |
| Areiópolis | 11 107                    | 85.907     |
| Bofete     | 11 236                    | 653.541    |
| Botucatu   | 142 546                   | 1482.642   |
| Conchas    | 17 638                    | 466.12     |
| Itatinga   | 20 158                    | 979.817    |
| Pardinho   | 6 259                     | 209.894    |
| Pratânia   | 5 126                     | 175.1      |
| São Manuel | 40 692                    | 650.734    |
| Total      | 261 246                   | 736,557    |